# Interestadial de Bølling-Allerød

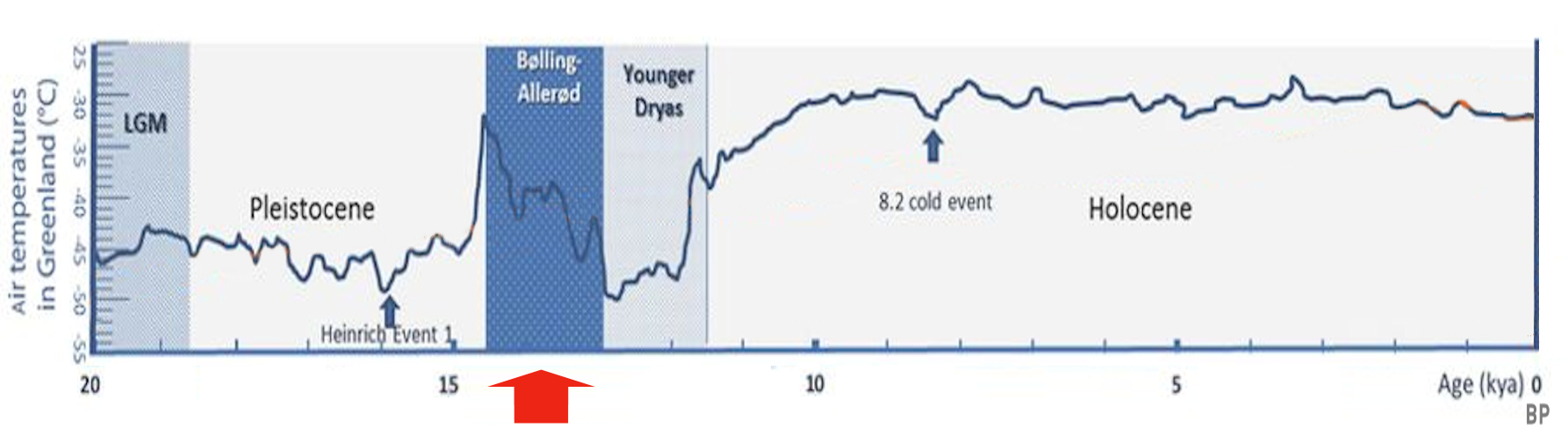
L'interestadial de Bølling-Allerød en el si del període postglacial que seguí l'últim màxim glacial (UMG). Evolució de la temperatura durant el període postglacial segons els testimonis de gel de Groenlàndia.

L'interestadial de Bølling-Allerød (/ˈpøle̝ŋ ˈæləˌʁœðˀ/), dit igualment màxim tardiglacial, fou un interestadial sobtat, càlid i humit que es produí a les fases finals de l'últim període glacial, fa entre 12.890 i 14.690 anys. Començà amb la fi del període fred conegut com a Dryas antic inferior i s'acabà de sobte amb el principi del Dryas recent, un període fred en el qual les temperatures tornaren a caure a nivells propers als de l'època glacial en una dècada.
En algunes regions es pot detectar una recrudescència glacial, el Dryas antic superior, al mig de l'interestadial Bølling-Allerød. En aquestes regions, es divideix en la fase de Bølling, que culminà fa uns 14.500 anys, i la fase d'Allerød, que culminà fa uns 13.000 anys.

## Història

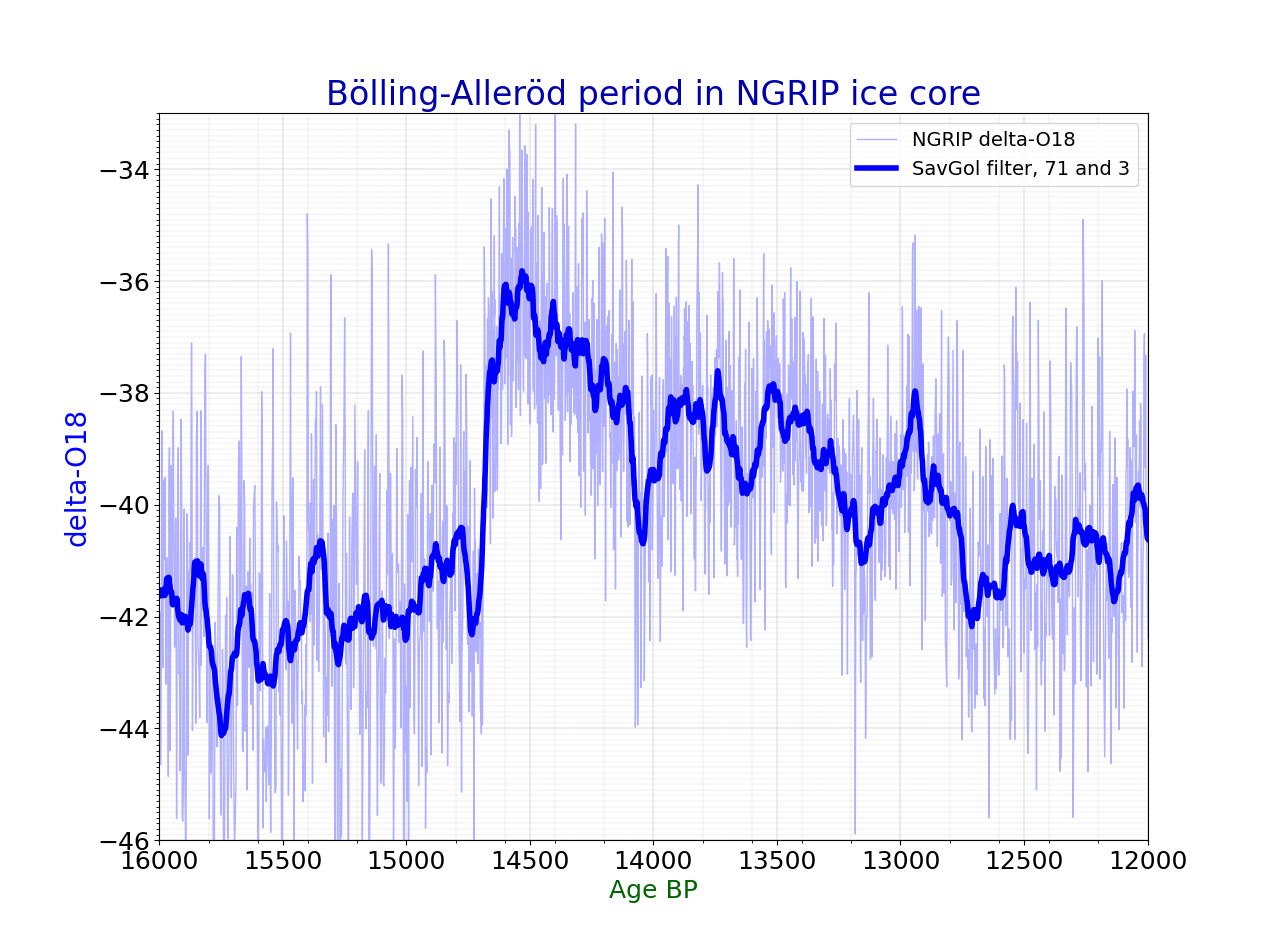
Dades d'isòtops de l'oxigen del North Greenland Ice Core Project

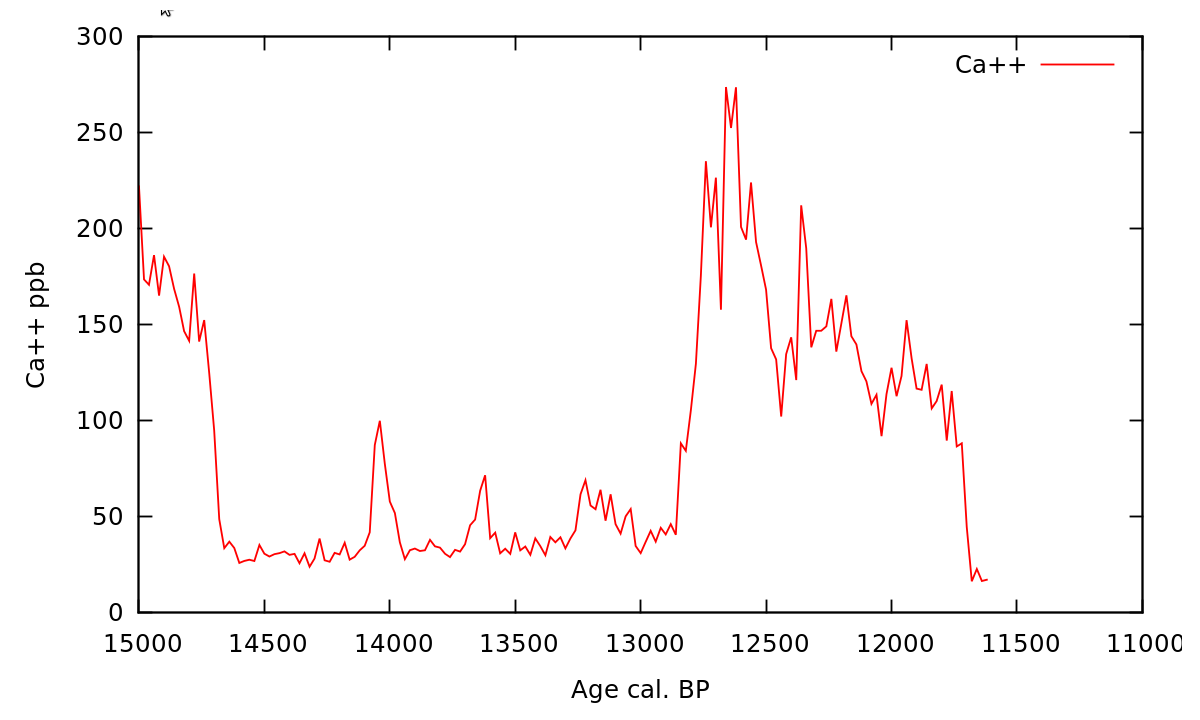
Concentració de calci i ràtios d'isòtops de δ¹⁸O dels testimonis de gel NGRIP, GRIP i GISP2 en la cronologia GICC05

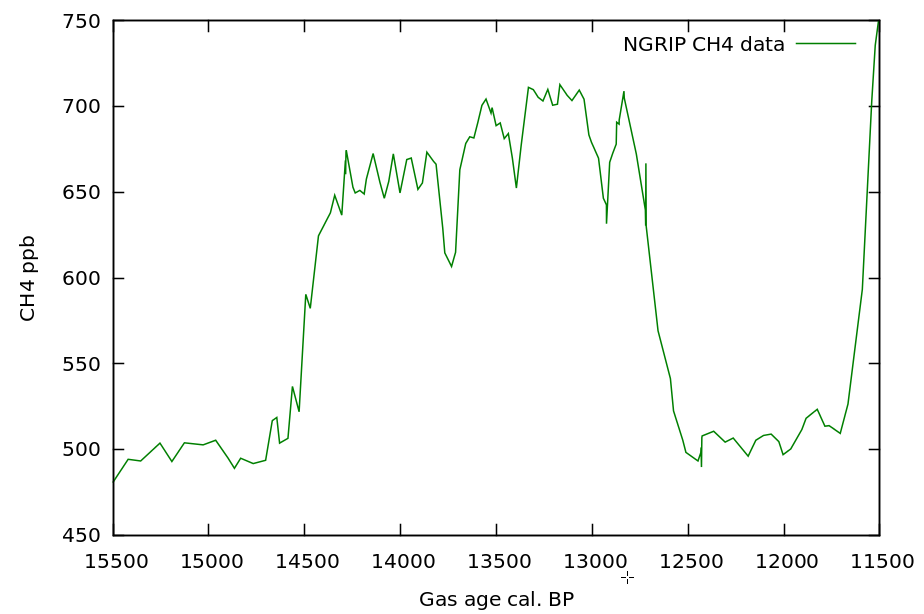
Registre de metà d'un testimoni de gel del North Greenland Ice Core Project (NGRIP)

El 1901, els geòlegs danesos Nikolaj Hartz i Vilhelm Milthers demostraren que el clima s'havia escalfat durant l'últim període glacial, basant-se en l'estudi d'un argiler situat prop del municipi danès d'Allerød.

## Efectes
S'ha postulat que les teleconnexions, processos oceànics i atmosfèrics que actuen a diferents escales temporals, connecten els hemisferis de la Terra quan hi ha un canvi climàtic sobtat. L'interestadial de Bølling-Allerød es produí de manera gairebé síncrona arreu de l'hemisferi nord.
La impulsió de fosa 1A, que segueix immediatament o coincideix amb l'inici sobtat de l'interestadial de Bølling-Allerød, fou un esdeveniment en el qual el nivell global del mar pujà uns 16 metres, a un ritme de 26-53 mm/any.
Els registres obtinguts al golf d'Alaska indiquen un escalfament sobtat de la superfície del mar d'uns 3 °C en menys de 90 anys, cosa que concorda amb els registres de testimonis de gel, que apunten que aquesta transició es produí en qüestió de dècades. L'aigua intermèdia de l'Antàrtida (AAIW) es refredà una mica durant aquest interestadial.
Els registres de δ¹⁸O de la cova de Valmiki, al sud de l'Índia, indiquen canvis extrems de la intensitat del monsó estival indi a la Terminació 1a, que marca el principi de l'interestadial de Bølling-Allerød i tingué lloc fa uns 14.000 anys.
El juny del 2017, científics del Centre d'Hidrats de Gasos, Medi Ambient i Clima de l'Àrtida de la Universitat de Tromsø publicaren un estudi en el qual descrivien més de cent cràters sedimentaris oceànics, alguns de 3.000 metres d'amplada i fins a 300 metres de profunditat, formats per erupcions explosives que es poden atribuir a hidrats de metà desestabilitzats per la recessió dels casquets glacials en l'últim període glacial, fa aproximadament 12.000 anys, uns segles després de l'interestadial de Bølling-Allerød. Aquestes àrees al voltant del mar de Barentsz encara traspuen metà avui en dia, i bombaments que encara perduren amb reservoris de metà podrien córrer la mateixa sort.

### Recessió dels casquets glacials
Un estudi del 2017 atribuí el segon col·lapse del casquet glacial islandès esdevingut durant el Weichselià, que afectà el gel de terra ferma i seguí un ritme comparable al de la recessió glacial a Groenlàndia avui en dia, a l'escalfament de Bølling-Allerød.
Les glaceres del Hardangerfjord es començaren a fondre en aquest interestadial. El Boknafjord ja havia començat a desglaçar-se abans del principi del Bølling-Allerød.

### Flora
El gel destapà bona part del nord d'Europa i el continent quedà cobert de boscos temperats a latituds d'entre 29° i 41° N. Plantes pioneres, com ara Salix polaris i la dríada, començaren a créixer en regions que fins aleshores havien estat massa fredes. Més endavant, a Euràsia predominaren boscos mixtos perennifolis i caducifolis, amb una major tendència cap a boscos caducifolis al sud, igual que avui en dia. Hi havia una gran quantitat de bedolls, trèmols, pícees, pins, alerços i ginebres, juntament amb roures, alzines i avellaners. A les regions més obertes hi havia poàcies.

### Fauna
En aquell temps, animals del Plistocè superior es dispersaren cap al nord des dels refugis de la península Ibèrica, la península Itàlica i els Balcans. Els genetistes poden identificar-ne la ubicació general estudiant el grau de consanguinitat dels animals moderns d'Europa. Moltes espècies d'animals pogueren arribar a zones septentrionals que anteriorment haurien estat massa fredes per a elles. Els caribús, els cavalls, les saigues, els antílops, els bisons i els rinoceronts llanuts són algunes de les espècies que hi eren i eren caçades pels éssers humans primitius. A les regions alpines, les preses eren la cabra dels Alps i l'isard alpí. Els boscos eren plens de cérvols comuns. També apareixen animals més petits, com ara guineus, llops, llebres i esquirols. Es pescava salmó. A la fi d'aquest interestadial, al principi del Dryas recent, moltes d'aquestes espècies hagueren de migrar cap al sud per no extingir-se en aquestes regions.
A la Gran Barrera de Corall, l'interestadial de Bølling-Allerød està associat a una important acumulació de carbonat de calci.

## Causes

### Circulació oceànica
En els últims anys, hi ha hagut estudis que han relacionat l'interestadial de Bølling-Allerød amb l'alliberament de calor d'aigües càlides de les profunditats de l'Atlàntic nord, possiblement desencadenat per una potenciació de la circulació de retorn meridional de l'Atlàntic (AMOC) en aquella època.
Resultats d'estudis que ajudarien a explicar la brusquedat de l'escalfament en aquest interestadial, basats en observacions i simulacions, establiren que els oceans s'escalfaren entre 3 i 5 °C a profunditats intermèdies de l'Atlàntic nord al llarg de diversos mil·lennis durant l'estadial de Heinrich 1 (HS1). Els autors plantejaren la possibilitat que aquesta capa d'aigua salada càlida, situada a sota de l'aigua dolça de la superfície de l'Atlàntic nord, hagués generat energia potencial disponible convectiva dels oceans (OCAPE) en qüestió de dècades al final de l'HS1. Segons la modelització de fluids, arribà un moment en el qual l'OCAPE acumulada fou alliberada de sobte (en aproximadament un mes) en forma d'energia cinètica de convecció termobàrica per cabbelling (TCC), cosa que feu que l'aigua salada més càlida pugés a la superfície i l'escalfés aproximadament 2 °C.

### Vulcanisme
El rebot isostàtic en resposta a la recessió glacial i un augment de la salinitat local han estat atribuïts a un augment de l'activitat volcànica al començament de l'interestadial de Bølling-Allerød. L'associació amb l'interval d'activitat volcànica intensa fa pensar en una interacció entre el clima i el vulcanisme, possiblement mitjançada per una major fosa de les glaceres a causa de canvis en la seva albedo provocats per la caiguda de partícules.

### Gasos amb efecte d'hivernacle
Les estimacions de la pujada dels nivells de diòxid de carboni (CO₂) durant aquest període són de 20-35 ppmv, un ritme de menys del 29-50% del que s'observa en el senyal de l'escalfament global antropogènic dels últims 50 anys, amb un forçament radiatiu de 0,59-0,75 W m−2. Un factor contribuent al CO₂ atmosfèric identificat fa poc fou l'expansió de l'aigua intermèdia de l'Antàrtida, que no reté gaire bé el gas.

## Cultures humanes
Els éssers humans tornaren als boscos d'Europa a la cerca de peces de caça major. Algunes teories sostenen que els éssers humans i l'evolució del clima portaren moltes d'aquestes espècies a l'extinció. Aquestes cultures foren les últimes del Paleolític superior tardà. Els caçadors del magdalenià remuntaren el Loira fins a la conca de París. El perigordià dominà la conca del riu Dordonya. A Itàlia prevalgué l'epigravetià. Al nord es troben les cultures de l'hamburgià i federmesser. Les cultures de Lyngby, Bromme, Ahrensburg i del swiderià també ocupaven Europa en aquell moment. Al sud i l'extrem Orient, el Neolític ja havia començat. A l'Orient Pròxim, la cultura preagrícola natufiana s'establí a la costa de la Mediterrània oriental per explotar cereals salvatges com la pisana i l'ordi de dos rengles La fase Allerød veuria l'inici de la seva domesticació.